# Richard Küter
Richard Küter (* 8. August 1877 in Berlin; † 10. Oktober 1949) war ein deutscher sozialistischer Politiker.

## Leben
Küter trat 1906 der SPD bei. 1913 wurde er Angestellter bei der Allgemeinen Ortskrankenkasse Berlin, nachdem er zuvor als Dreher und Maschinenschlosser gearbeitet hatte. 1915 wurde er zum Kriegsdienst eingezogen. Von 1919 bis 1922 war er Mitglied des Vorstands der Verlagsgenossenschaft „Freiheit“, danach als freier Vertreter tätig. Von 1924 bis 1933 war er Gausekretär des Reichsbanners Schwarz-Rot-Gold für Berlin und Brandenburg.
Nach der Machtergreifung durch die Nationalsozialisten 1933 betätigte sich Küter weiterhin illegal. Er wurde insgesamt bis 1945 viermal verhaftet und für längere Zeit inhaftiert.
1945/46 war er Mitglied und Sekretär im SPD-Bezirksvorstandes Brandenburg. Auf dem Vereinigungsparteitag der SPD und KPD zur SED in der Provinz Brandenburg am 7. April 1946 in Potsdam wurde Küter als Sozialdemokrat in das Sekretariat des SED-Provinzialvorstandes gewählt und war dort zusammen mit dem Kommunisten Willi Seeger zuständig für die Kasse. Bereits im August 1946 schied er aus dem Provinzialvorstand aus, um eine Funktion beim Zentralsekretariat (ab Januar 1949 Politbüro) der SED zu übernehmen. Küter war dort von 1946 bis 1949 Hauptreferent in der Abteilung Personalpolitik.